# Торински краљевски канон
Торински краљевски канон или Торинска листа краљева је свитак папируса, који представља најкомплетнију познату хронику египатских фараона. Записан је хијератским писмом у време Рамзеса II (Деветнаеста династија, 13. век п.н.е) на полеђини евиденције о порезима.
Овај документ се често непрецизно назива канон. Торинска листа је неформална хронолошка листа краљева од најстаријих времена до краљева Новог царства са означеном дужином владавине за сваког владара.

## Историја
Овај свитак папируса купио је у Теби (град Луксор) италијански дипломата и сакупљач старина Бернардино Дровети (итал. Bernardino Drovetti) око 1820. године. Верује се да је свитак у то време био неоштећен. Године 1824. стигао је у Египатски музеј у Торину (итал. Museo Egizio). Када је кутија са папирусом отворена у Италији, откривено је да се свитак распао у мноштво делића (око 300 фрагмената). Жан-Франсоа Шамполион га је испитао, али је успео да дешифрује само нека имена фараона са већих неоштећених фрагмената. Саксонски истраживач и Шамполионов ривал Густав Зејфарт (1796–1885) начинио је комплетнију ресконструкцију оригиналног папируса користећи анализу биљних влакана. Алан Гардинер је 1959. објавио савремену реконструкцију овог документа. Најбољу реконструкцију до сада објавио је 1997. египтолог Ким Рајхолт, у којој је исправио грешке у одељку о Четрнаестој династији. И поред реконструкције, око 50% папируса недостаје.
Године 2009. у складишту музеја пронађена је кутија са још неупотребљеним фрагментима краљевског канона..

## Опис
Димензије папируса су 1,7 m са 0,42 m. Израђен је од другоразредног папируса. Овај папирус је првобитно био евиденција о прикупљеном порезу, а списак владара је исписан на његовој полеђини црним и црвеним мастилом. Састоји се из 11 стубаца, а у сваком од њих има 25-31 ред. Крај папируса је давно одсечен у сегменту где је престао запис о порезу. Сматра се да је ту постојала још једна колонa, чија је чиста полеђина употребљена за нови запис. Последља описана династија у сачуваним колонама је Шеснаеста. Папирус је списак имена преко 300 владара, година живота, дужине владавине у годинама, а за неке још и у месецима и данима. Списак је био састављен као копија података из више извора. Нека имена владара или дужина њихове владавине су недостајали у изворима, тако да је писар означио ова места са „није познато”. У неким случајевима владари су груписани по породицама, што приближно одговара династијама по Манетону. Списак обухвата и имена маргиналних владара који су владали малим територијама, и које други извори углавном игноришу. Помињу се и краљеви из Петнаесте династије, Хикси, који су владали Доњим Египтом и делтом Нила, иако се на листама владара странци обично изостављају.
Списак владара почиње митским краљевима, попут богова, полубогова и духова. Чињеница да је списак исписан на полеђини старијег папируса је вероватно индикација да овај списак није имао формални значај за аутора. Вероватно је требало да служи као помоћно средство у администрацији. Стога овај папирус није пристрасан против непопуларних владара и сматра се да садржи списак свих владара Египта до краја 16. династије.
- Прва и друга колона су посвећене митским боговима, полубоговима и духовима
- Колоне 3 и 4 посвећене су владарима I до V династије
- Пета колона садржи краљеве VI до VIII династије
- Владари IX и X династије представљени су од краја 5. и на почетку 6. колоне
- Остатак 6. колоне садржи XI династију и почетак XII династије
- Седма колона садржи списак осталих владара  династије, и неких владара  династије
- Преостали краљеви XIII династије су у 8. колони
- Владари XIV династије су у 9. и на почетку 10. колоне
- У 10. колони су фараони XV династије
- Краљеви XVI династије су на крају 10. колоне и почетку 11. колоне
- Једанасеста колона садржи још имена 15 владара непознате династије ( династија?)

Осим Торинског канона, значајни документи који помињу имeна краљева Египта су Абидоски попис краљева (такође 19. династија) и Манетонова „Египтика” (Αἰγυπτιακά, Aigyptiaka) из Птоломејског периода (рани 3. век п.н.е).